# Robert Donner
Robert Donner (* 27. April 1931 in New York City; † 8. Juni 2006 in Sherman Oaks, Kalifornien) war ein US-amerikanischer Schauspieler.

## Biografie
Nach dem Abschluss der High School verpflichtete sich Donner für vier Jahre bei der US Navy. Nach Ende seiner Dienstzeit ging Donner verschiedenen Berufen nach, bevor er von Clint Eastwood, seinem damaligen Nachbarn, als Filmschauspieler entdeckt wurde. 
1959 gab Donner in Howard Hawks’ Western Rio Bravo sein Spielfilmdebüt. Zunächst spielte er kleinere Rollen, u. a. in den Western Der Mann, der Liberty Valance erschoß und El Dorado. Schließlich entwickelte sich der hagere Darsteller mit den markanten Gesichtszügen zu einem gefragten Charakterdarsteller. Wenngleich fast ausschließlich für Nebenrollen besetzt, wirkte er im Laufe seiner fast 50 Jahre umspannenden Karriere in über 120 Film- und Fernsehproduktionen mit. Donner spielte dabei zumeist zwielichtige, verschlagene, korrupte und vom Pech verfolgte Charaktere wie den „Boss Shorty“ im Gefängnisdrama Der Unbeugsame mit Paul Newman, den „Prediger“ im Eastwood-Western Ein Fremder ohne Namen und den Killer in der Chevy-Chase-Komödie Geheimauftrag Hollywood. 
Daneben wirkte er als Gastdarsteller in zahlreichen Fernsehserien wie Falcon Crest, MacGyver, 700 Meilen westwärts, Ein Colt für alle Fälle und Dharma & Greg mit. In 22 Episoden der Sitcom Mork vom Ork mit Robin Williams in der Titelrolle verkörperte Donner den „Exidor“ und zwischen 1972 und 1979 in insgesamt 15 Episoden der Familienserie Die Waltons sowie einem 1993 entstandenen Fernsehspecial den „Yancy Tucker“.
Neben seiner Filmtätigkeit war Donner ein begeisterter Hobbygolfer, der an zahlreichen Wohltätigkeitsturnieren in Hollywood teilnahm.
Robert Donner starb am 8. Juni 2006 in seiner kalifornischen Wahlheimat im Alter von 75 Jahren an einem Herzinfarkt.

## Filmografie (Auswahl)
Kino
- 1959: Rio Bravo
- 1962: Der Mann, der Liberty Valance erschoß (The Man Who Shot Liberty)
- 1963: Der verrückte Professor (The Nutty Professor)
- 1966: El Dorado
- 1967: Der Unbeugsame (Cool Hand Luke)
- 1968: Skidoo
- 1969: Die Unbesiegten (The Undefeated)
- 1970: Chisum
- 1970: Rio Lobo
- 1971: Heißes Gold aus Calador (One More Train to Rob)
- 1971: Fluchtpunkt San Francisco (Vanishing Point)
- 1975: 700 Meilen westwärts (Bite the Bullet)
- 1975: Einen vor den Latz geknallt (La parola di un fuorilegge… è legge!)
- 1976: Der Letzte der harten Männer (The Last Hard Men)
- 1981: Geheimauftrag Hollywood (Under the Rainbow)
- 1983: Ein Sprung in der Schüssel (Hysterical)
- 1987: Quatermain II – Auf der Suche nach der geheimnisvollen Stadt (Allan Quatermain and the Lost City of Gold)
- 2006: Eulen – Kleine Freunde in großer Gefahr! (Hoot)

Fernsehen
- 1961: Kein Fall für FBI (The Detectives, 1 Folge)
- 1961–1965: Tausend Meilen Staub (Rawhide, 4 Folgen)
- 1968–1973: Adam-12 (6 Folgen)
- 1969/1970: Bonanza (2 Folgen)
- 1972–1978: Die Waltons (The Waltons, 19 Folgen)
- 1973: Ein Fremder ohne Namen (High Plains Drifter)
- 1973: Columbo: Wein ist dicker als Blut (Any Old Port in a Storm, Fernsehreihe)
- 1976: Drei Engel für Charlie: Tatort: Geisterbahn (Staffel 1, Folge 8)
- 1980–1981: Der unglaubliche Hulk (The Incredible Hulk, 2 Folgen)
- 1982: Die Waltons: Ein großer Tag für Elisabeth (A Day for Thanks on Walton's Mountain, Fernsehfilm)
- 1983–1986: Ein Colt für alle Fälle (The Fall Guy, 5 Folgen)
- 1986/1991: Mord ist ihr Hobby (Murder, She Wrote, 2 Folgen)
- 1987–1988: Falcon Crest (5 Folgen)
- 1987–1990: MacGyver (4 Folgen)
- 1991: Columbo: Der erste und der letzte Mord (Caution: Murder Can Be Hazardous to Your Health)
- 1993: The Waltons Thanksgiving Reunion (Fernsehfilm)
- 1995: Columbo: Zwei Leichen und Columbo in der Lederjacke (Undercover)
- 1999/2000: Allein gegen die Zukunft (Early Edition, 2 Folgen)